# Chiesa della Visitazione della Beata Maria Vergine (Monforte d'Alba)
La chiesa della Visitazione della Beata Maria Vergine è un luogo di culto di Monforte d'Alba nella provincia di Cuneo in Piemonte. Appartiene alla diocesi di Alba, è sussidiaria della chiesa parrocchiale di Madonna della Neve e risale al XVII secolo.